# Lago Abráu
El lago Abráu (del ruso: Абра́у) es un pequeño lago kárstico de agua dulce de Rusia localizado en el extremo occidental de la península de Abráu, muy cerca de la costa del mar Negro,  a unos 14 km al noroeste de la ciudad portuaria de Novorosíisk. Administrativamente pertenece al krai de Krasnodar.
Su longitud máxima son 2.600 m y su anchura máxima 600 m, tiene una superficie de 1,6 km². Su profundidad máxima, que a principios del siglo XX era de hasta 35 m, no pasa de los 10 m en la actualidad. El lago Abráu no tiene emisario. El origen del lago resulta incierto.
En el lago se encuentran especímenes del boquerón de Abráu, en grave peligro de extinción.
La cuenca del lago es una importante región vitivinícola. Existen varias bodegas alrededor de Abráu-Diursó, a orillas del lago, que producen un renombrado vino espumoso.